# Reggina Calcio 1999-2000
Questa voce raccoglie le informazioni riguardanti la Reggina Calcio nelle competizioni ufficiali della stagione 1999-2000.

## Stagione
Il 29 agosto 1999 la Reggina compie il proprio esordio in Serie A, pareggiando (1-1) in casa della Juventus: Mohamed Kallon realizza la prima rete nella massima serie della squadra amaranto. La prima gara in Serie A al Granillo è stata la sfida contro la Fiorentina nella seconda giornata, terminata (2-2). Alla terza di campionato è arrivata la prima vittoria degli amaranto in Serie A, in trasferta allo stadio Renato Dall'Ara, dove la Reggina vinse (0-1) contro il Bologna grazie alla rete siglata (la sua prima marcatura in Serie A) da Davide Possanzini, su lungo lancio del compagno di squadra Andrea Pirlo. Alla quarta di campionato è giunta la prima vittoria (1-0) in Serie A tra le mura amiche, grazie alla rete di Bruno Cirillo, anch'egli esordiente in massima serie, contro il Piacenza.
Gli amaranto hanno messo in vetrina alcuni giovani molto interessanti, Roberto Baronio e Andrea Pirlo (giunto in prestito dall'Inter). Hanno raggiunto l'obiettivo stagionale di mantenere la massima categoria ad una giornata dal termine, grazie al pareggio casalingo (1-1) contro il Verona, classificandosi al dodicesimo posto. Esordirono nella massima serie anche Maurizio Poli, Jorge Vargas, Bruno Cirillo, Davide Possanzini, Salvatore Vicari, Massimo Campo, Paolo Orlandoni, Nenad Pralija, Gustavo Reggi, Erjon Bogdani, Emanuele Belardi, Serge Dié, Joseph Dayo Oshadogan, Wladimiro Sbaglia, Ezio Brevi e Andrea Bernini. Come era nelle attese a Reggio Calabria, il numero degli abbonati ha toccato il record assoluto per la società amaranto, con 24 671 tessere sottoscritte, di cui ben 11 000 sottoscritte già prima del termine della stagione precedente, quando ancora i giochi per la promozione erano aperti.
Nella Coppa Italia in questa stagione a cavallo di due secoli, con una formula rinnovata, la Reggina ha disputato e vinto il quinto girone, superando Treviso, Cosenza e Gualdo, gli amaranto promossi per miglior differenza reti nei confronti dei veneti. Poi nel doppio confronto del secondo turno, la Reggina è stata eliminata dal Piacenza. A partire da questo turno, è stata introdotta la regola sperimentale del doppio arbitro, per dirigere le partite.

## Divise e sponsor
Lo sponsor tecnico fu l'Asics mentre lo sponsor di maglia l'azienda reggina della Mauro Caffè.

## Rosa

L'attaccante sierraleonese Mohamed Kallon, 37 gare e 14 reti nella sua unica stagione a Reggio Calabria

| N. |                         | Ruolo | Calciatore                   |
| -- | ----------------------- | ----- | ---------------------------- |
| 1  | Italia (bandiera)       | P     | Massimo Taibi                |
| 1  | Italia (bandiera)       | P     | Paolo Orlandoni              |
| 2  | Sierra Leone (bandiera) | A     | Mohamed Kallon               |
| 3  | Italia (bandiera)       | D     | Maurizio Poli                |
| 4  | Cile (bandiera)         | D     | Jorge Vargas                 |
| 4  | Francia (bandiera)      | D     | Arnauld Mercier              |
| 5  | Italia (bandiera)       | D     | Bruno Cirillo                |
| 6  | Italia (bandiera)       | D     | Giovanni Morabito            |
| 7  | Italia (bandiera)       | D     | Tonino Martino               |
| 8  | Italia (bandiera)       | C     | Roberto Baronio              |
| 9  | Italia (bandiera)       | A     | Alessandro Iannuzzi          |
| 10 | Italia (bandiera)       | C     | Francesco Cozza              |
| 11 | Italia (bandiera)       | A     | Davide Possanzini            |
| 12 | Italia (bandiera)       | P     | Antonio Castelli             |
| 13 | Italia (bandiera)       | C     | Giandomenico Mesto           |
| 14 | Italia (bandiera)       | D     | Simone Giacchetta (capitano) |

| N. |                           | Ruolo | Calciatore            |
| -- | ------------------------- | ----- | --------------------- |
| 15 | Italia (bandiera)         | D     | Wladimiro Sbaglia     |
| 16 | Italia (bandiera)         | C     | Massimo Campo         |
| 17 | Italia (bandiera)         | C     | Salvatore Vicari      |
| 18 | Italia (bandiera)         | D     | Paolo Foglio          |
| 19 | Italia (bandiera)         | D     | Joseph Dayo Oshadogan |
| 20 | Italia (bandiera)         | C     | Ezio Brevi            |
| 21 | Italia (bandiera)         | D     | Lorenzo Stovini       |
| 22 | Italia (bandiera)         | P     | Emanuele Belardi      |
| 23 | Italia (bandiera)         | C     | Andrea Bernini        |
| 24 | Italia (bandiera)         | C     | Riccardo Marrocolo    |
| 25 | Costa d'Avorio (bandiera) | C     | Serge Dié             |
| 27 | Albania (bandiera)        | A     | Erjon Bogdani         |
| 28 | Argentina (bandiera)      | A     | Gustavo Reggi         |
| 29 | Croazia (bandiera)        | C     | Nenad Pralija         |
| 30 | Italia (bandiera)         | C     | Andrea Pirlo          |

## Risultati

### Serie A

#### Girone di andata
| Arbitro: | Racalbuto (Gallarate) |

|                |           |            |
| F. Inzaghi 31’ | Marcatori | 47’ Kallon |

| Arbitro: | Cesari (Genova) |

|                             |           |                           |
| Kallon 18’ (rig.) Reggi 86’ | Marcatori | 33’ Firicano 41’ Heinrich |

| Arbitro: | Farina (Novi Ligure) |

|  |           |                |
|  | Marcatori | 74’ Possanzini |

| Arbitro: | Racalbuto (Gallarate) |

|             |           |  |
| Cirillo 85’ | Marcatori |  |

| Arbitro: | Bertini (Arezzo) |

|                               |           |                |
| Stovini 10’ (aut.) Nakata 28’ | Marcatori | 47’ Giacchetta |

| Arbitro: | Serena (Bassano del Grappa) |

|                     |           |                    |
| Sesa 45’ Bonomi 75’ | Marcatori | 41’ (rig.) Baronio |

| Arbitro: | Messina (Bergamo) |

|                       |           |                |
| Baronio 53’ Pirlo 59’ | Marcatori | 1’, 54’ Crespo |

| Arbitro: | Tombolini (Ancona) |

|                          |           |                           |
| Poggi 31’, 80’ Fiore 74’ | Marcatori | 55’ Kallon 87’ Possanzini |

| Arbitro: | Braschi (Prato) |

|  |           |                                                             |
|  | Marcatori | 4’ (aut.) Oshadogan 28’ Montella 39’ Fábio Júnior 45’ Totti |

| Arbitro: | P. Rossi (Ciampino) |

|                    |           |            |
| K. Andersson 90+6’ | Marcatori | 12’ Kallon |

| Arbitro: | Bazzoli (Merano) |

|  |           |            |
|  | Marcatori | 90’ Recoba |

| Arbitro: | Treossi (Forlì) |

|                  |           |  |
| Maniero 56’, 67’ | Marcatori |  |

| Arbitro: | Pellegrino (Barcellona Pozzo di Gotto) |

|            |           |            |
| Kallon 58’ | Marcatori | 42’ Mayélé |

| Arbitro: | Preschern (Mestre) |

|                   |           |                      |
| Ševčenko 61’, 74’ | Marcatori | 30’ Pirlo 78’ Kallon |

| Arbitro: | Bertini (Arezzo) |

|                |           |            |
| Kallon 9’, 90’ | Marcatori | 56’ Calaiò |

| Arbitro: | Messina (Bergamo) |

|              |           |                 |
| Adaílton 76’ | Marcatori | 38’ (aut.) Frey |

| Reggio Calabria 16 gennaio 2000 17ª giornata | Reggina         | 0 – 0 referto | Lazio | Stadio Oreste Granillo (24.041 spett.)\| Arbitro: \| Cesari (Genova) \| |
| Arbitro:                                     | Cesari (Genova) |               |       |                                                                         |

#### Girone di ritorno
| Arbitro: | Serena (Bassano del Grappa) |

|  |           |                          |
|  | Marcatori | 34’ Kovačević 64’ Zidane |

| Arbitro: | Bolognino (Milano) |

|               |           |  |
| Batistuta 51’ | Marcatori |  |

| Arbitro: | Saccani (Mantova) |

|           |           |  |
| Pirlo 15’ | Marcatori |  |

| Piacenza 13 febbraio 2000 21ª giornata | Piacenza        | 0 – 0 referto | Reggina | Stadio Leonardo Garilli (11.000 spett.)\| Arbitro: \| Treossi (Forlì) \| |
| Arbitro:                               | Treossi (Forlì) |               |         |                                                                          |

| Arbitro: | Braschi (Prato) |

|             |           |                 |
| Baronio 51’ | Marcatori | 45’ M. Esposito |

| Arbitro: | Rodomonti (Teramo) |

|                      |           |                  |
| Pirlo 22’ Kallon 41’ | Marcatori | 71’ C. Lucarelli |

| Arbitro: | Paparesta (Bari) |

|                          |           |  |
| Fuser 3’ Crespo 35’, 45’ | Marcatori |  |

| Reggio Calabria 12 marzo 2000 25ª giornata | Reggina            | 0 – 0 referto | Udinese | Stadio Oreste Granillo (23.503 spett.)\| Arbitro: \| Preschern (Mestre) \| |
| Arbitro:                                   | Preschern (Mestre) |               |         |                                                                            |

| Arbitro: | Tombolini (Ancona) |

|  |           |                       |
|  | Marcatori | 29’ Cozza 86’ Cirillo |

| Arbitro: | Racalbuto (Gallarate) |

|            |           |  |
| Kallon 24’ | Marcatori |  |

| Arbitro: | Rodomonti (Teramo) |

|            |           |                |
| Recoba 14’ | Marcatori | 82’ Possanzini |

| Arbitro: | N. Ayroldi (Molfetta) |

|             |           |  |
| Bogdani 68’ | Marcatori |  |

| Arbitro: | Bolognino (Milano) |

|  |           |           |
|  | Marcatori | 44’ Cozza |

| Arbitro: | Rodomonti (Teramo) |

|           |           |                               |
| Pirlo 25’ | Marcatori | 6’ (aut.) Vargas 13’ Ševčenko |

| Arbitro: | De Santis (Tivoli) |

|                          |           |                   |
| Galante 34’ Ferrante 82’ | Marcatori | 75’ (rig.) Kallon |

| Arbitro: | Bazzoli (Merano) |

|             |           |               |
| Bogdani 25’ | Marcatori | 57’ Cammarata |

| Arbitro: | Borriello (Mantova) |

|                                      |           |  |
| S. Inzaghi 33’ Verón 37’ Simeone 59’ | Marcatori |  |

## Coppa Italia

### Fase a gironi, girone 5
| Arbitro: | Pellegrino (Barcellona Pozzo di Gotto) |

|  |           |           |
|  | Marcatori | 93’ Campo |

| Arbitro: | Pirrone (Messina) |

|                                            |           |  |
| Cozza 23’ (rig.) Kallon 32’ Possanzini 59’ | Marcatori |  |

| Reggio Calabria 22 agosto 1999 3ª giornata | Reggina          | 0 – 0 referto | Treviso | Stadio Oreste Granillo (10.192 spett.)\| Arbitro: \| Paparesta (Bari) \| |
| Arbitro:                                   | Paparesta (Bari) |               |         |                                                                          |

| Treviso 25 agosto 1999 4ª giornata | Treviso          | 0 – 0 referto | Reggina | Stadio Omobono Tenni (2.997 spett.)\| Arbitro: \| Nucini (Bergamo) \| |
| Arbitro:                           | Nucini (Bergamo) |               |         |                                                                       |

| Arbitro: | Strazzera (Trapani) |

|            |           |  |
| Kallon 51’ | Marcatori |  |

| Arbitro: | Tombolini (Ancona) |

|  |           |                                         |
|  | Marcatori | 20’ Kallon 61’ Oshadogan 81’ Possanzini |

### Secondo turno
| Reggio Calabria 13 ottobre 1999 Andata | Reggina                                                    | 0 – 0 referto | Piacenza | Stadio Oreste Granillo (7.118 spett.)\| Arbitri: \| Pellegrino (Barcellona Pozzo di Gotto) Borriello (Mantova) \| |
| Arbitri:                               | Pellegrino (Barcellona Pozzo di Gotto) Borriello (Mantova) |               |          | |

| Arbitri: | Rosetti (Torino) Paparesta (Bari) |

|                                    |           |  |
| Rizzitelli 12’ Gautieri 79’ (rig.) | Marcatori |  |

## Statistiche

### Statistiche dei giocatori
| Giocatore     | Serie A  | Serie A | Serie A     | Serie A    | Coppa Italia | Coppa Italia | Coppa Italia | Coppa Italia | Totale   | Totale | Totale      | Totale     |
| Giocatore     | Presenze | Reti    | Ammonizioni | Espulsioni | Presenze     | Reti         | Ammonizioni  | Espulsioni   | Presenze | Reti   | Ammonizioni | Espulsioni |
| ------------- | -------- | ------- | ----------- | ---------- | ------------ | ------------ | ------------ | ------------ | -------- | ------ | ----------- | ---------- |
| P. Orlandoni  | 13       | -21     | 1           | 0          | 4            | -0           | 0            | 0            | 17       | -21    | 1           | 0          |
| E. Belardi    | 4        | -4      | 2           | 0          | 4            | -2           | 0            | 0            | 8        | -6     | 2           | 0          |
| M. Taibi      | 18       | -17     | 2           | 0          | 0            | 0            | 0            | 0            | 18       | -17    | 2           | 0          |
| T. Martino    | 9        | 0       | 2           | 0          | 5            | 0            | 0            | 2            | 14       | 0      | 2           | 2          |
| A. Pirlo      | 28       | 6       | 3           | 0          | 2            | 0            | 0            | 0            | 30       | 6      | 3           | 0          |
| D. Possanzini | 31       | 2       | 7           | 0          | 7            | 2            | 0            | 0            | 38       | 4      | 7           | 0          |
| F. Cozza      | 17       | 2       | 2           | 0          | 4            | 1            | 0            | 0            | 21       | 3      | 2           | 0          |
| B. Cirillo    | 32       | 2       | 7           | 0          | 4            | 0            | 0            | 0            | 36       | 2      | 7           | 0          |
| G. Mesto      | 0        | 0       | -           | 0          | 0            | 0            | 0            | 0            | 0        | 0      | 0           | 0          |
| S. Giacchetta | 30       | 1       | 5           | 2          | 4            | 0            | 0            | 0            | 34       | 1      | 5           | 2          |
| N. Pralija    | 23       | 0       | 3           | 0          | 5            | 0            | 0            | 1            | 28       | 0      | 3           | 1          |
| A. Mercier    | 0        | 0       | -           | 0          | 4            | 0            | 0            | 1            | 4        | 0      | 0           | 1          |
| R. Baronio    | 31       | 3       | 7           | 1          | 7            | 0            | 0            | 1            | 38       | 3      | 7           | 2          |
| G. Reggi      | 21       | 1       | 5           | 0          | 6            | 0            | 0            | 0            | 27       | 1      | 5           | 0          |
| M. Poli       | 6        | 0       | 1           | 0          | 6            | 0            | 0            | 0            | 12       | 0      | 1           | 0          |
| M. Campo      | 1        | 0       | -           | 0          | 2            | 1            | 0            | 0            | 3        | 1      | 0           | 0          |
| J. Vargas     | 10       | 0       | 1           | 0          | 0            | 0            | 0            | 0            | 10       | 0      | 1           | 0          |
| S. Dié        | 4        | 0       | -           | 0          | 5            | 0            | 0            | 0            | 9        | 0      | 0           | 0          |
| E. Brevi      | 28       | 0       | 8           | 1          | 5            | 0            | 0            | 2            | 33       | 0      | 8           | 3          |
| G. Morabito   | 30       | 0       | 4           | 0          | 6            | 0            | 0            | 1            | 36       | 0      | 4           | 1          |
| L. Stovini    | 34       | 0       | -           | 0          | 7            | 0            | 0            | 2            | 41       | 0      | 0           | 2          |
| A. Bernini    | 23       | 0       | 2           | 1          | 4            | 0            | 0            | 1            | 27       | 0      | 2           | 2          |
| M. Kallon     | 30       | 11      | 3           | 0          | 7            | 3            | 0            | 1            | 37       | 14     | 3           | 1          |
| J. Oshadogan  | 18       | 0       | 3           | 0          | 4            | 1            | 0            | 0            | 22       | 1      | 3           | 0          |
| S. Vicari     | 2        | 0       | -           | 0          | 4            | 0            | 0            | 0            | 6        | 0      | 0           | 0          |
| E. Bogdani    | 10       | 2       | -           | 0          | 0            | 0            | 0            | 0            | 10       | 2      | 0           | 0          |
| A. Iannuzzi   | 3        | 0       | -           | 0          | 1            | 0            | 0            | 0            | 4        | 0      | 0           | 0          |
| P. Foglio     | 15       | 0       | 3           | 0          | 0            | 0            | 0            | 0            | 15       | 0      | 3           | 0          |
| W. Sbaglia    | 1        | 0       | -           | 0          | 1            | 0            | 0            | 0            | 2        | 0      | 0           | 0          |